# Siro Rosané
Siro Ignacio Cabral Rosané (Río Cuarto, Argentina, 7 de junio de 2000) es un futbolista profesional argentino que juega como mediocampista y su equipo actual es Barracas Central de la Primera División de Argentina. Es nieto de Carlos "Pampa" Rosané, exjugador de Belgrano de Córdoba y Estudiantes de Río Cuarto.

## Trayectoria

### San Lorenzo
Debutó en San Lorenzo de Almagro el 18 de febrero de 2021, en un partido de Copa Argentina contra Liniers, en el cual San Lorenzo ganaría 3 a 0. Entró por Manuel Insaurralde a los 79 minutos. Diego Dabove fue el entrenador que lo hizo debutar en primera.
Su debut en la Copa de la Liga Profesional 2021 se daría el 14 de marzo de 2021 enfrentando a Banfield en el Florencio Sola. Esa noche, Siro sería titular y terminaría siendo elegido como la figura del partido.
El siguiente partido que jugó fue el 17 de marzo de 2021 contra la Universidad de Chile por la fase 2 de la Copa Libertadores 2021. En ese partido, Siro ingresaría a los 78 minutos sustituyendo a Diego Rodríguez. Este fue su debut en copas internacionales. Luego, jugó los partidos contra Rosario Central y 12 de Octubre por la fase de grupos de la Copa Sudamericana 2021. Siro fue titular en ambos partidos.

### Barracas Central
En agosto de 2023, se convirtió en refuerzo de Barracas Central.

## Clubes
| Club                   | País      | Año         |
| ---------------------- | --------- | ----------- |
| San Lorenzo de Almagro | Argentina | 2021 - 2023 |
| Barracas Central       | Argentina | 2023 - Act. |

## Estadísticas
| Club                             | Temporada | División | Liga  | Liga  | Copas Nacionales | Copas Nacionales | Copas Internacionales | Copas Internacionales | Total | Total |
| Club                             | Temporada | División | Part. | Goles | Part.            | Goles            | Part.                 | Goles                 | Part. | Goles |
| -------------------------------- | --------- | -------- | ----- | ----- | ---------------- | ---------------- | --------------------- | --------------------- | ----- | ----- |
| San Lorenzo de Almagro Argentina | 2021      | 1°       | 0     | 0     | 9                | 0                | 4                     | 0                     | 12    | 0     |